# Jini
Choi Yunjin (hangul: 최윤진; ur. 16 kwietnia 2004 w Busan), znana jako Jini (hangul: 지니; wcześniej jako Jinni) – południowokoreańska piosenkarka należąca do wytwórni ATOC. Była członkinią południowokoreańskiego girlsbandu Nmixx pod wytwórnią JYP Entertainment, lecz opuściła zespół oraz wytwórnię w grudniu 2022 z powodów osobistych.

## Kariera

### 2016–2020: Przed debiutem
W 2016 roku Jinni została stażystką w JYP Entertainment w czwartej lub w piątej klasie szkoły podstawowej.

### 2021–2022: Debiut w Nmixx
W sierpniu 2021 roku JYP Entertainment opublikowało na kanale JYPn w serwisie YouTube film, gdzie Jiwoo, Kyujin oraz Jinni tańczyły do piosenki Cardi B o tytule „Press”.
22 lutego 2022 roku zespół Nmixx oficjalnie zadebiutował wydaniem single albumu Ad Mare. 9 grudnia 2022 roku JYP Entertainment ogłosiło, że Jinni opuściła grupę i rozwiązała kontrakt z powodów osobistych.

### Od 2023: Solowy debiut
18 marca 2023 roku Jinni otworzyła osobiste konto w serwisie Instagram. 14 kwietnia ogłoszono, że Jinni dołącza do wytwórni UAP (obecnie ATOC), a jej pseudonim zostaje zmieniony na Jini.  
11 października Jini wydała swój pierwszy minialbum An Iron Hand in a Velvet Glove i jego główny utwór „C’mon” wykonany z amerykańskim raperem Aminé.

## Dyskografia

### Solowa

#### Minialbumy
| Rok  | Dane dot. albumu | Najwyższa pozycja | Sprzedaż      |
| Rok  | Dane dot. albumu | KOR               | Sprzedaż      |
| ---- | --- | ----------------- | ------------- |
| 2023 | An Iron Hand in a Velvet Glove - Wydany: 11 października 2023 - Wytwórnia: ATOC - Formaty: CD, digital download, streaming | 9                 | - KOR: 63 584 |

#### Single
| Rok  | Tytuł             | Najwyższa pozycja | Najwyższa pozycja | Album                          |
| Rok  | Tytuł             | KOR               | KOR Down.         | Album                          |
| ---- | ----------------- | ----------------- | ----------------- | ------------------------------ |
| 2023 | „C’mon” (z Aminé) | –                 | 137               | An Iron Hand in a Velvet Glove |

## Filmografia

### Teledyski
| Rok  | Tytuł            | Reżyser  | Źr.    |
| ---- | ---------------- | -------- | ------ |
| 2023 | „Bad Reputation” | nieznany | [ 16 ] |
| 2023 | „C’mon”          | nieznany | [ 17 ] |